# 2-壬醇
2-壬醇是醇類的一種。有着黃瓜的氣味。它可以在多種植物油中發現，例如薑油，亦可以在牡蠣中發現，被多種昆蟲用作。
與其異構體3-壬醇和4-壬醇一樣，都是用作香水的成份和在食物中有調味的作用。